# 津軽令和大橋
津軽令和大橋（つがるれいわおおはし）は、青森県北津軽郡中泊町長泥地区の岩木川に架かる青森県道43号五所川原車力線の橋梁である。

## 概要
つがる市車力地区の青森県道12号鰺ケ沢蟹田線と中泊町中里地区の国道339号のアクセス強化を目指しており、青森県道43号五所川原車力線道路改良工事の一部である。第二津軽大橋の仮称で事業が開始され、その改良工事の総称名としても使用されている。
2019年（令和元年）10月29日に橋梁名称が津軽令和大橋に決定し、2020年（令和2年）10月20日に開通した。
橋長600 m（メートル）は岩木川に架かる橋梁の中で最長で、県管理橋梁で令和の名を冠するものは初めてである。
- 架橋箇所 - 青森県中泊町長泥地内
- 橋梁種類 - プレストレスト・コンクリート橋
- 橋梁形式 - PC6径間ラーメン箱桁橋
- 道路規格 - 第3種第3級
- 設計速度 - 50 km/h
- 橋長 - 600.000 m
  - 支間割 - 79.100 m + 4×110.000 m + 79.100 m
- 車線数 - 2車線
- 全幅員 - 10.95 m(2.2 m-1.5 m-6.0 m-1.25 m)
- 縦断勾配 -  0.3 % - 0.4 %
- 横断勾配 -  2.0 %
- 平面線形 - 直線
- 基礎 - 鋼管矢板基礎
- 架設工法 - 張り出し架設工法

## 沿革
- 2001年度（平成13年度） - 事業着手[3]。
- 2002年（平成14年） - 交流ふれあいトンネル・橋梁事業に選定。
- 2010年（平成22年） - 本体架橋工事本格化。
- 2019年（令和元年）10月29日 - 橋梁名称が津軽令和大橋に決定[1][2]。
- 2020年（令和2年）10月20日 - 津軽令和大橋を含む北津軽郡中泊町大字中里 - つがる市車力町のバイパス区間（延長5,500 m）が開通[3]。

## その他
- 2009年（平成21年）度中の完成を見込んでいたものの、道路予算の削減等から工事が遅れていた。